# Callibaetis ferrugineus
Callibaetis ferrugineus är en dagsländeart som först beskrevs av Walsh 1862.  Callibaetis ferrugineus ingår i släktet Callibaetis och familjen ådagsländor. Inga underarter finns listade i Catalogue of Life.